# Арман Ґатті
Арман Ґатті (італ. Dante Sauveur Gatti Dante Sauveur Gatti, та фр. Armand Gatti Armand Gatti; 26 січня 1924, Монте-Карло — 6 квітня 2017, Сен-Манді) — французький кіно- та театральний режисер, драматург, поет, журналіст, сценарист.

## Життєпис
Народився в італійській родині. Тісно співпрацював з такими виданнями, як «Paris Match», «L'Express», «Libération». Писав сценарії документальних фільмів. З 1959 року — в ігровому кінематографі. З 1963 року працював тільки в театрі та на телебаченні.

## Фільмографія

### Режисер
- 1961 — Загін / L’Enclos (Франція—Югославія)
- 1963 — Інший Кристобаль / El otro Cristóbal[en] (Франція—Куба)
- 1970 — Перехід через Ебро / Le Passage de l'Ebre (ТВ)
- 1983 — Ми всі були іменами дерев / Nous étions tous des noms d'arbres (Франція—Бельгія)

### Сценарист
- 1956 — Неділя в Пекіні (д/ф)
- 1958 — Лист з Сибіру / Lettre de Sibérie (д/ф)
- 1959 — Моранбон / Moranbong, une aventure coréenne
- 1961 — Загін / L’Enclos (за власним оповіданням)
- 1963 — Інший Кристобаль / El otro Cristóbal
- 1968 — Уявне життя сміттяра Огюста Ж. / La Vie imaginaire de l’éboueur Auguste G. (Das imaginäre Leben des Straßenkehrers Auguste G.)
- 1970 — Перехід через Ебро / Le Passage de l'Ebre (Der Übergang über den Ebro)

## Нагороди
- 1954 — премія Альбера ЛОНДРІ
- 1959 — премія Фенеон (п'єса «Чорна риба»)
- 1961 — номінація на Головний приз Другого Московського міжнародного кінофестивалю («Загін»)
- 1961 — Срібний приз за кращу режисуру Другого Московського міжнародного кінофестивалю («Загін»)
- 1963 — номінація на " Золоту пальмову гілку " 16-го Каннського кінофестивалю («Інший Крістобаль»)